# Sąd Najwyższy Saksonii
Sąd Najwyższy Saksonii – (inne nazwy spotykane w literaturze przedmiotu: Wyższy Sąd Dworski, Lipski Sąd Najwyższy, Lipski Sąd Wyższy) – instancja odwoławcza w Królestwie Saksońskim z siedzibą w Lipsku. Mimo że stolicą Saksonii jest Drezno, to właśnie Lipsk tradycyjnie był siedzibą tego urzędu sądowego. Warto dodać, że po Zjednoczeniu Niemiec w roku 1871 to właśnie w tym mieście powołano w roku 1878 Trybunał Rzeszy.

## Historia
W roku 1483 elektor saksoński Ernest powołał w Lipsku Oberhofgericht (Sąd Wyższy). Do jego kompetencji należały sprawy szlachty i mieszczaństwa, które nie leżały w gestii innych sądów ani nie mogły być rozpatrywane przez władcę. W 1488 roku rozszerzono skład orzekający o wykładowców prawa z Uniwersytetu Lipskiego oraz o przedstawicieli szlachty – po sześciu z każdej z grup.

## Jurysdykcja
Oberhofgericht rozpatrywał głównie sprawy cywilne i rozstrzygał spory prawa feudalnego. Nie rozstrzygał w sprawach administracyjnych, karnych i kościelnych, choć bywał miejscem rozsądzania oskarżeń o czary. Był sądem pierwszej instancji tylko dla członków domu książęcego, arystokracji, uniwersytetów, miast oraz posiadaczy ważnych zaszczytów i urzędników saksońskich wysokiej rangi. Dla ogółu ludności był do sąd odwoławczy drugiej instancji. Taką rolę spełniał do roku 1822, kiedy po reformie stracił rolę sądu apelacyjnego.